# 오란다 (버지니아주)
오란다(Oranda)는 미국 버지니아주 셰넌도어군의 미편입지구이다.

## 저명한 인물
- 레슬리 코플레트(Leslie Coffelt): 암살 시도 중 대통령 해리 S. 트루먼으로 인해 사망한 워싱턴 DC의 경찰관